# Бав
Бав (перс. باو‎) — основатель династии Бавандидов, своим именем давший ей название. Является старшим сыном Кавуса, и внуком сасанидского императора Кавада I. Племянник Хосрова I Ануширвана.

## Правление
Бав является первым среди правителей периода Испабид (династия Каусидов). Согласно трудам Мар’аши, правил Падишхваргаром (северной сатрапией сасанидских владений, состоящей из Азербайджана, Гиляна, Табаристана и Кумиса) с 665 по 680 год. В исторических документах практически не отмечен.

## Религиозно-философские взгляды
Как и Кавус, Бав являлся последователем маздакизма, в связи с чем навлек на себя гнев своего дяди Хосрова I Ануширвана. В связи с этим семейный клан разделился на две ветки, одна из которых получила название Бавандиды (по имени Бава), а вторая — Сасаниды.